# Wadi-e Swat

Dystrykt Swat (zaznaczony na żółto) na mapie prowincji Chajber Pasztunchwa

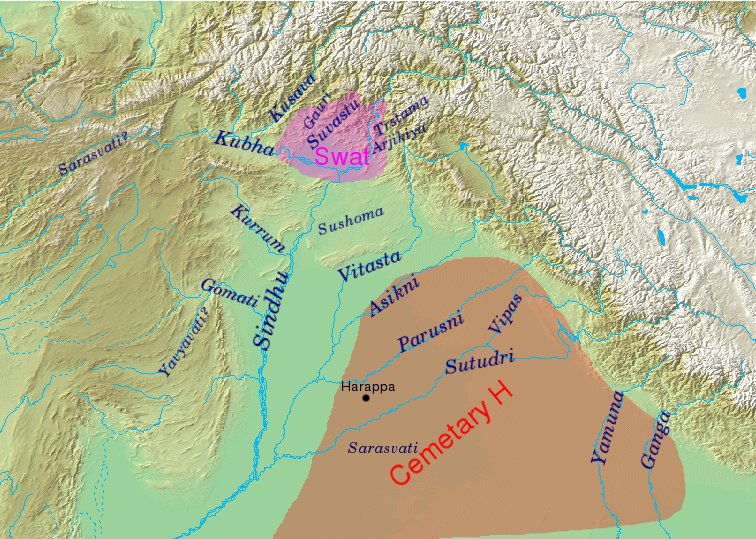
Kultury archeologiczne w rejonie

Wadi-e Swat (Dolina Swatu, dolina rzeki Swat, ang. Swat Valley) – dolina rzeki Swat w dystrykcie Swat w Pakistanie.
Dolina ta wskazywana jest jako pierwszy teren na subkontynencie indyjskim, na który wtargnęli Ariowie.
Zidentyfikowana tam ówczesna kultura archeologiczna nosi nazwę: gandharska kultura grobów.